# Баришев Микола Іванович
Микола Іванович Баришев (нар. 25 листопада 1898, місто Стерлітамак Уфимської губернії, тепер Республіки Башкортостану, Російська Федерація — розстріляний 30 жовтня 1937, місто Москва) — радянський партійний і державний діяч, відповідальний секретар Сумського окружного комітету КП(б)У, голова Саратовського облвиконкому. Жертва сталінських репресій.

## Біографія
Народився у родині пекаря. У 1910 році закінчив церковноприходську школу в місті Стерлітамаці. У 1914 році закінчив Стерлітамацьке вище початкове училище Уфимської губернії. У серпні 1914 — червні 1915 року — безробітний у місті Казані.
У червні 1915 — жовтні 1916 року — коректор типографії акціонерного товариства «Московське видавництво» у Москві.
Член РСДРП(б) з листопада 1916 року. У жовтні 1916 — травні 1917 року — більшовицький пропагандист у підпіллі, пропагандист у осередку шкільної молоді в Стерлітамаці.
У травні — вересні 1917 року — рядовий, голова ротного комітету 238-го піхотного запасного полку російської армії в місті Оренбурзі і на Південно-Західному фронті, у районі міста Літина Подільської губернії. У вересні — жовтні 1917 року — юнкер Чистопольської школи прапорщиків, з якої був виключений через арешт за більшовицьку роботу.
У жовтні 1917 — січні 1919 року — завідувач Чистопольського повітового відділу народної освіти Казанської губернії, заступник голови і голова Чистопольського повітового виконавчого комітету, голова Чистопольського повітового комітету РКП(б).
У січні — липні 1919 року — комісар партизанського загону Датюка на Східному фронті в районі міст Чистополь і Новошишмінськ Казанської губернії. Учасник Громадянської війни в Росії.
У липні — жовтні 1919 року — голова Чистопольського повітового комітету РКП(б) Казанської губернії. У жовтні 1919 — січні 1920 року — голова Тетюшського повітового комітету РКП(б) Казанської губернії. У січні — грудні 1920 року — голова Чистопольського повітового комітету РКП(б) і голова Чистопольського повітового виконавчого комітету Казанської губернії. У грудні 1920 — лютому 1921 року — голова Мензелінського кантонного комітету РКП(б) і голова Мензелінського кантонного виконавчого комітету Татарської АРСР.
У лютому — вересні 1921 року — секретар Татарського обласного комітету РКП(б) у місті Казані.
У вересні 1921 — березні 1923 року — відповідальний секретар Сумського повітового комітету КП(б)У. У березні — липні 1923 року — відповідальний секретар Сумського окружного комітету КП(б)У.
У липні 1923 — січні 1924 року — завідувач організаційного відділу, секретар Подільського губернського комітету КП(б)У в місті Вінниці. У січні — травні 1924 року — відповідальний інструктор ЦК КП(б)У в місті Харкові.
У травні 1924 — липні 1926 року — відповідальний секретар Чорноморського (Новоросійського) окружного комітету ВКП(б).
У липні 1926 — вересні 1928 року — відповідальний секретар Кубанського окружного комітету ВКП(б).
У вересні 1928 — серпні 1930 року — відповідальний секретар Якутського окружного комітету ВКП(б).
У серпні — грудні 1930 року — слухач економічного відділення Інституту червоної професури у Москві.
У грудні 1930 — липні 1931 року — заступник голови виконавчого комітету Московської обласної ради.
У липні 1931 — лютому 1932 року — завідувач відділу культури і пропаганди ленінізму Московського міського комітету ВКП(б).
У лютому 1932 — липні 1933 року — слухач Інституту червоної професури світового господарства і світової політики у Москві, закінчив тільки два курси.
У липні 1933 — січні 1935 року — начальник Політичного сектора МТС Народного комісаріату землеробства СРСР у Центрально-Чорноземній області РРФСР.
25 січня 1935 — січень 1937 року — 2-й секретар Саратовського крайового (з грудня 1936 року — обласного) комітету ВКП(б).
У січні — 18 липня 1937 року — голова виконавчого комітету Саратовської обласної ради.
24 червня 1937 року заарештований органами НКВС. 29 жовтня 1937 року засуджений до розстрілу. Розстріляний 30 жовтня 1937 року і похований на Донському цвинтарі міста Москви. Посмертно реабілітований 26 травня 1956 року.